# フィッタ
フィッタは、株式会社フジ・リテイリングが運営するスポーツクラブである。

## 概要
主に愛媛県・広島県で店舗展開している。

## 店舗

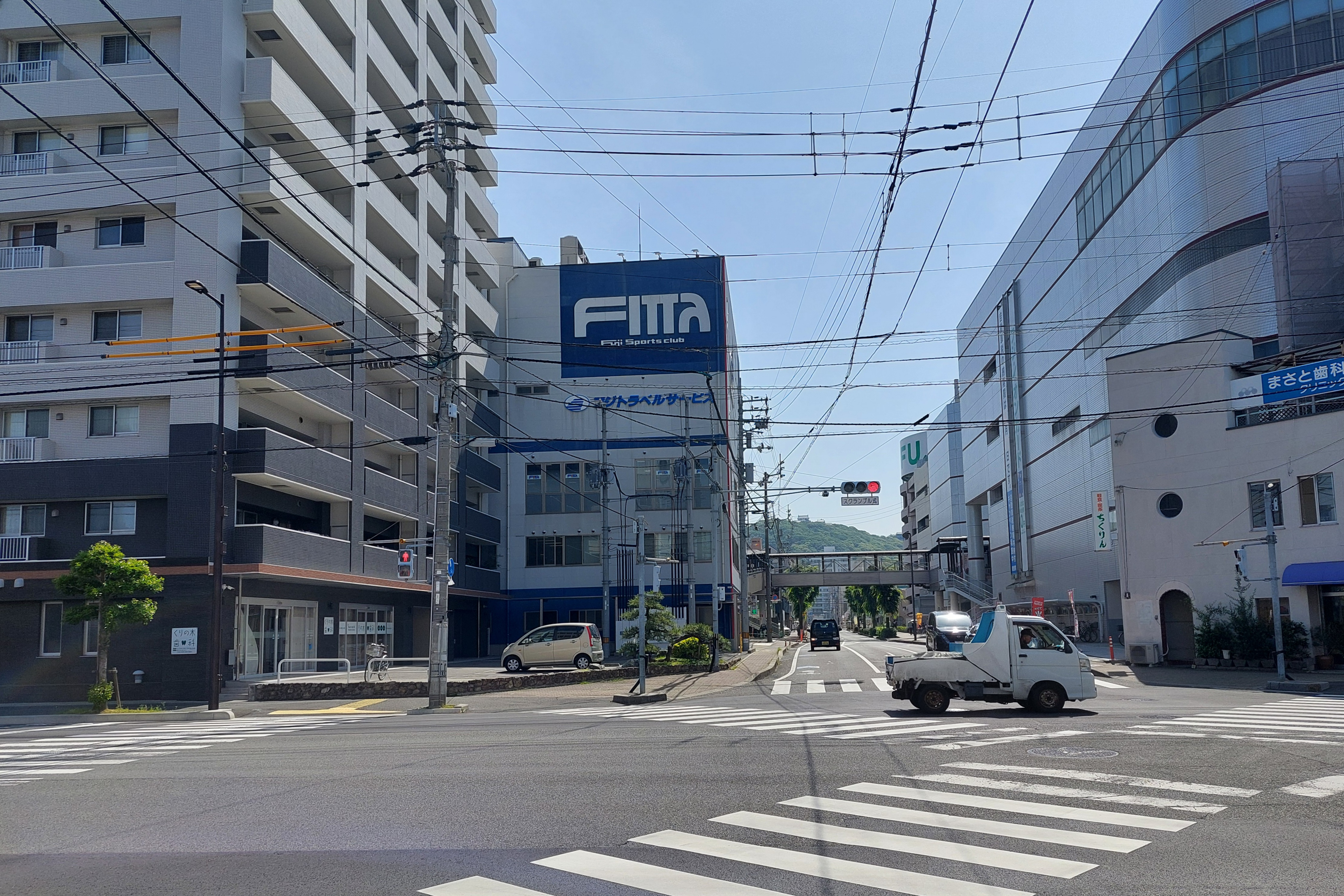
フィッタ松山店

愛媛県
- 松山店
- 重信店
- 新居浜店
- 川之江店
- エミフルMASAKI店

高知県
- 高知店

広島県
- 高陽店
- 坂店
- 神辺店
- ナタリー店
- 庚午南店
- 広島店

### ナチュナルフィットネスナビ
- 衣山（サーキットトレーニング専用）
- 垣生

## 従業員間におけるパワハラによる自殺
2013年、愛媛県内にある店舗で、20代の男性従業員が上司からのパワーハラスメント（具体的には、上司が日常的に罵倒したり、勤務時間外や休日に何度も業務内容の電話をしたというもの）が原因で自殺した。亡くなった従業員の遺族が当該上司と法人である株式会社フジに対して不法行為に基づく損害賠償請求と安全配慮義務違反に基づく損害賠償請求、慰謝料の支払いを求める民事訴訟を提起し、2014年12月に松山地方裁判所で訴訟上の和解が成立した。和解の内容は、上司の言動に行き過ぎがあったことをフジが認めて謝罪し、5500万円を支払うというものだった。